# Refuge Denied
Refuge Denied es el álbum debut de la banda estadounidense de heavy metal Sanctuary, publicado en 1987 por Epic Records. La producción fue realizada por el guitarrista y vocalista Dave Mustaine de Megadeth, que además tocó el solo de guitarra de «White Rabbit», versión de Jefferson Airplane. Cabe señalar que el tema «Battle Angels» fue una de las canciones incluidas en el videojuego Brütal Legend.

## Antecedentes
En una entrevista del guitarrista Lenny Rutledge a la revista Demolish reveló que luego de que Dave Mustaine se hiciera cargo de la producción, la banda viajó a Los Ángeles donde terminaron de escribir las canciones y grabaron algunas maquetas, todo costeado por el mánager de Megadeth de aquel entonces, Keith Rawls, que luego cumpliría misma labor con Sanctuary. Dichas maquetas fueron enviadas a distintos sellos discográficos, de los cuales muchos estaban interesados, pero no había nada concreto hasta que Epic Records los llamó repentinamente. Luego que la discográfica los contratara, la banda retornó a Seattle para grabar las canciones en el Steve Lawson Studios, cuyo proceso de demoró menos de un mes ya que Mustaine tenía solo ese tiempo antes de continuar con la gira de Megadeth.
En la misma entrevista, Rutlegde entregó algunos detalles de lo que se tratan las canciones; «Battle Angels», «Termination Force» y «The Third War» tratan sobre el armagedón pero desde distintos puntos de vista, «Die for My Sins» es como si los santos pecaran los sábados y se arrepienten y mueren por sus pecados los domingos en la iglesia, «Soldiers of Steel» está basada en la película The Keep y «Sanctuary» trata sobre el purgatorio. Por su parte, «White Rabbit» es una versión de la canción de Jefferson Airplane pero con un toque moledor, «Ascension to Destiny» es como si los extraterrestres se apoderan de la Tierra y «Veil of Disguise» relata una historia de vampiros.

## Lista de canciones
| N.º | Título                                       | Escritor(es)             | Duración |  |
| 1.  | «Battle Angels»                              | Dane, Blosl              | 4:52     |  |
| 2.  | «Termination Force»                          | Dane, Rutledge, Sheppard | 3:40     |  |
| 3.  | «Die for My Sins»                            | Dane, Rutledge           | 3:42     |  |
| 4.  | «Soldiers of Steel»                          | Dane, Rutledge           | 5:30     |  |
| 5.  | «Sanctuary»                                  | Dane, Rutledge           | 3:57     |  |
| 6.  | «White Rabbit» (cover de Jefferson Airplane) | Grace Slick              | 3:10     |  |
| 7.  | «Ascension to Destiny»                       | Dane, Rutledge           | 4:57     |  |
| 8.  | «The Third War»                              | Dane, Rutledge           | 3:52     |  |
| 9.  | «Veil of Disguise»                           | Dane, Rutledge           | 5:55     |  |

## Músicos
- Warrel Dane: voz
- Lenny Rutledge: guitarra eléctrica y coros
- Sean Blosl: guitarra eléctrica y coros
- Jim Sheppard: bajo
- Dave Budbill: batería y coros

Músicos invitados
- Dave Mustaine: coros y solo de guitarra en «White Rabbit»
- James Overa y Rich Furtner: coros adicionales